# Светоарханђеловска хрисовуља
Светоарханђеловска хрисовуља је оснивачка повеља манастира Светих Арханђела код Призрена с половине 14. века. Издао ју је српски цар Стефан Душан између 1348. и 1352. године.

## Издавање хрисовуље
Краљ Душан је током зиме 1340. године тешко боловао због чега се заклео да ће у случају оздрављења у Јерусалиму саградити цркву и манастир посвећен арханђелу Михаилу. У хришћанској традицији је арханђел Михаило био заступник људи пред Богом, исцелитељ и помоћник немоћних. Он је душе умрлих водио на онај свет и од њега је зависило да ли ће човек ићи у Рај. Такође је на Душанов избор да Михаилу подигне цркву утицала и чињеница да је он био заштитник византијских царева и царске власти.
Краљ Душан је по доласку у Призрен 1343. године поставио камен манастиру Светих Арханђела. Међутим, он није одмах по оснивању манастира издао хрисовуљу. Сви досадашњи истраживачи (Јанко Шафарик, Александар Соловјев, Стојан Новаковић, Милош Благојевић) се слажу да је хрисовуља могла бити издата најраније 1348. године, али не треба искључити могућност да је издата и по завршетку изградње манастира 1352. године. Призрен је био седиште Призренске епархије, једне од најстаријих српских епископија, а од 1346. године митрополије, са архијерејском катедром у цркви Богородице Љевишке. Скопље је био нека врста престонице, а Призрен је по важности био одмах иза њега.
Оригинал повеље није сачуван, али је сачуван савремени препис хрисовуље на пергаменту који се вероватно користио приликом доказивања манастирских права или вођења спорова (као што је то случај са једним преписом Дечанске хрисовуље). Оригинал се чувао у ризници и изношен је само у посебним приликама. Препис је пронашао Јанко Шафарик у манастиру Светог Николе у селу Кориша. Рукопис је чуван у Београдском музеју све до аустроугарске окупације у Првом светском рату када је нестао заједно са још једним бројем старих и вредних књига. Повељу је први издао њен проналазач, Јанко Шафарик, 1862. године. Повеља се не разликује од других Душанових повеља из доба царства које су писане по византијском формулару на шта указује и сам наслов повеље која се назива и „златопечатним хрисовуљем“.
Призрен је, као и манастирски комплекс Светих Арханђела, пао у турске руке убрзо након пада Новог Брда 1455. године. Турци су опљачкали манастир, разбили царев гроб и расули његове кости. Манастир се више није опоравио. Урушио се између 1542. и 1615. године, а његови остаци откопани су почетком 20. века.

## Садржина
Као и већина манастирских повеља, Арханђеловска повеља не садржи инскрипцију и салутацију. Недостају почетак и крај хрисовуље. Хрисовуља има развијену аренгу којој недостаје почетак. По угледу на Дечанску хрисовуљу, аренга помиње Душанове претке (Симеон, Свети Сава и Стефан Првовенчани) и истиче врлине владара династије Немањића. Душан помиње своју обавезу да води рачуна о закону и предању предака. Говори и о спасењу душе; сазнајемо мотив подизања храма. Диспозиција повеље веома је обимна (најобимнија после Дечанске) што је и разумљиво због броја поседа и других добара које је Душан приложио манастиру. У диспозицији Душан набраја села, катуне, цркве и друга добра које прилаже. Карактеристика Светоарханђеловске повеље је та што се на више места помиње санкција — духовна и материјална. На самом почетку диспозиције помиње се духовна санкција у погледу Вишеграда. Уколико овај град манастиру одузме неки од Душанових наследника, „да га разори Господ Бог и да арханђеле има за противнике на страшном суду“.  Са материјалном санкцијом се у Арханђеловској повељи сусрећемо два пута: када се одређује казна од 500 перпера и одузимање ономе ко подигне млин на црквеној земљи и казна од 300 перпера цару и доходак цркви ономе ко без дозволе дотера стоку на пашу у забел Гнојно. На крају диспозиције налазе се: закон Србљем и закон Власима којима се одређују обавезе сеоског становништва и Влаха на властелинству. Повеља се прекида у диспозицији — недостају завршне одредбе, златни царски печат и потпис.
Душан је правно тек издавањем повеље установио своју задужбину и остварио своја статутарна права као ктитор. Хрисовуљом је одредио правни положај задужбине. Она је као царска задужбина стекла широку аутономију. Ктитор је изричито забранио да овај манастир буде седиште митрополита или епископа. Игумана из редова братства бирају цар и патријарх. Уколико нема способног човека међу братством доводио се човек из Хиландара. Игумани су имали потпуну самосталност у управљању манастиром. Он је постављао монахе који управљају манастиром. Чак ни цар није могао да утиче на постављање монаха чиме је Душан заштитио манастир и од царске власти. Душан је одредио да манастир сваког дана дели сиротињи хлеб и вино и то симболично, као у Бањској, по 12 мертика хлебног и винског, као што су 12 апостола. Монаси су ослобођени служења војске, свих царских работа (орања, копања, жетве, вршидбе, соколара, псара, поноса, намета, провода). Ослобађањем од царских намета манастир је стекао широк економски имунитет што је омогућило његов брзи економски напредак.
Манастир је добио и широке судске привилегије. За међусобне спорове људима са манастирског властелинства судио је игуман, а ако се суде за вражду, земљу, провод и коња, иду пред цара. За парнице са осталим људима такође се иде пред игуманов суд. То је патримонијални суд тј. суд господара земље над насељеницима. Душан је забранио да се над људима манастира Светих Арханђела примењује тзв. котао. Глоба је за било који поступак ишла цркви, сем вражде када је половина ишла наводчији. Манастир је стекао право да убире бир и јагњетину, као и разне духовне глобе. Само су најтежи прекршаји били резервисани за царски суд.
Међутим, главни део ктиторских права састојао се од ритуалних права. Сви Немањићи, па и Стефан Душан, зидали су храмове са циљем да обезбеде себи место за свој погреб. Душан је сахрањен у овом манастиру те је на овај начин храм испунио своју основну намеру.
Властелинство манастира Светих Арханђела почело је да се формира већ 1343. године. Било је то једно од највећих и најбогатијих властелинстава у средњовековној Србији. Највећи број насеља налазио се у Призренској области. На простору Призренске жупе добио је 40 села и цркву Светог Спаса. Сва села била су насељена Србима јер у хрисовуљи носе српска имена. Ван ових простора поседи манастира били су знатно скромнији. Сем села и цркава, манастир је имао потчињене коваче, право на 400 спуди соли годишње које преносе Арбанаси, коваче, рибарско насеље у Плаву, деветнаест планина за сточаре, поткиваче, кожухаре, произвођаче воска, више дворова у манастиру, село Пирани са ваљавицом итд.
У хрисовуљи се одређује да земљорадници раде цркви два дана у недељи оно што им нареди игуман; да косе сено, ору бедбу сваког жита, да раде у винограду, дају јагњетину, бир духовни од једног лукна жита или два динара, да доносе дрва и да дају луч. Сличне одредбе имала су и остала манастирска властелинства. Душан је посебном одредбом у хрисовуљи забранио калуђерима Светих Арханђела да узимају вино и жито у закуп ради препродаје или да дају новац под интерес.
У Светоарханђеловској повељи сусреће се велики број личности различитих друштвених слојева. На почетку се помиње цар ктитор Душан, царица Јелена и краљ Урош. Присутне су две основне класе: феудалци и зависно становништво, али и трећи сталеж који је још увек у развитку — грађанство (пре свега трговци). Најкрупнији представник властеле који се помиње у повељи је деспот Иваниш, а после њега кесар Гргур. Они су представници најкрупније властеле у средњовековном српском друштву. Помињу се и представници властеле и ситне властеле (властеличића). Манастир је добио већи број занатлија. Међу људима цркве Светог Спаса у Призрену манастир је добио ковача, грнчара и два златара. Поред њих манастир је имао још шест ковача. У хрисовуљи се спомињу и ткачи и млинар, као и занатлије које прерађују восак, као и уљари (пчелари). Душан је преселио зидаре из Рашке у манастир и ослободио их свих дажбина. Душан је манастиру доделио и рибаре на Плавском језеру. Што се тиче сточарског становништва, у хрисовуљи се помињу арбанашки и влашки катуни.
Као најкрупнији представник свештеничког сталежа, у повељи се помиње сам патријарх Јоаникије. Митрополит призренски помиње се не као личност већ као институција. Помиње се и Јаков, први игуман манастира. На више места помињу се попови, најбројнији слој овог сталежа. Помиње се и један представник државне управе — тепчија Градислав.